# موريس كونولي
موريس كونولي (بالإنجليزية: Maurice Connolly)‏ هو سياسي أمريكي، ولد في 13 مارس 1877 في دوبوك في الولايات المتحدة، وتوفي في 28 مايو 1921. حزبياً، نشط في الحزب الديمقراطي. وقد انتخب عضو مجلس النواب الأمريكي.